# مقبرة أثينا الأولى
مقبرة أثينا الأولى (باليونانية: Πρώτο Νεκροταφείο Αθηνών ،Próto Nekrotafeío Athinón) هي المقبرة الرسمية لمدينة أثينا وأول مقبرة تم بناؤها. تم افتتاحها في عام 1837 وسرعان ما أصبحت مقبرة مرموقة لليونانيين والأجانب. تقع المقبرة خلف معبد زيوس الأولمبي، أثينا وملعب باناثينايكو في وسط أثينا. يمكن العثور عليها في الطرف العلوي من شارع أنابافيوس. المقبرة تملك مساحة خضراء كبيرة بها أشجار الصنوبر والسرو.
في المقبرة ثلاث كنائس. الكنيسة الرئيسية هي كنيسة القديس ثيودوريس وهناك أيضًا كنيسة أصغر مخصصة للقديس لعازر، والكنيسة الثالثة للقديس تشارلز وهي كنيسة كاثوليكية. تضم المقبرة العديد من المقابر الرائعة مثل مقابر هاينريش شليمان التي صممها إرنست زيلر. وقبر يوانيس بيسمازوغلو جورجيوس أفروف وقبر مع تمثال شهير لفتاة ميتة تسمى «الفتاة النائمة» نحتها يانوليس تشاليباس من جزيرة تينوس. هناك أيضًا مناطق دفن للبروتستانت واليهود.
المقبرة تابعة لبلدية أثينا وأعلنت أثرًا تاريخيًا.

## معرض الصور

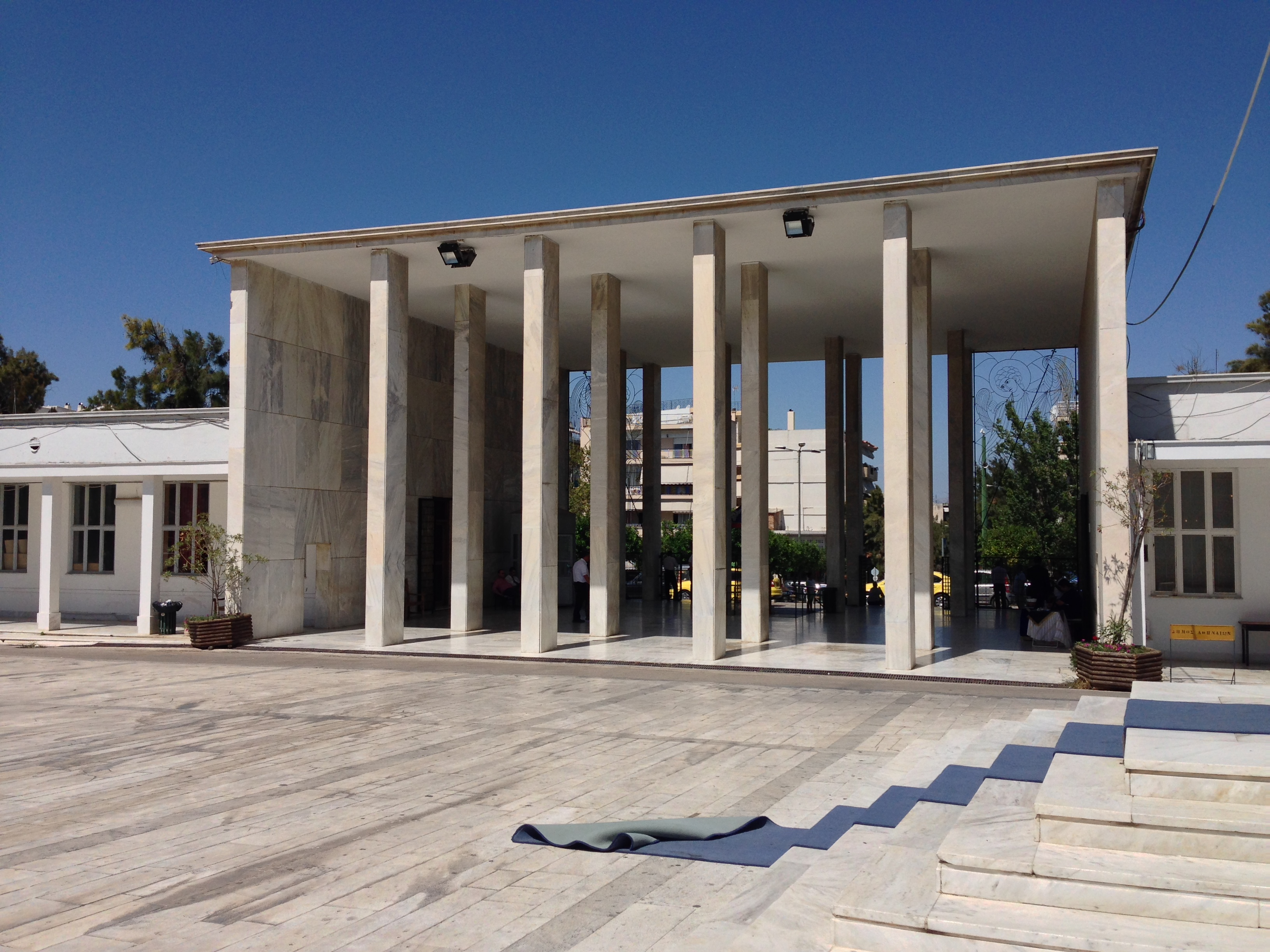
المدخل
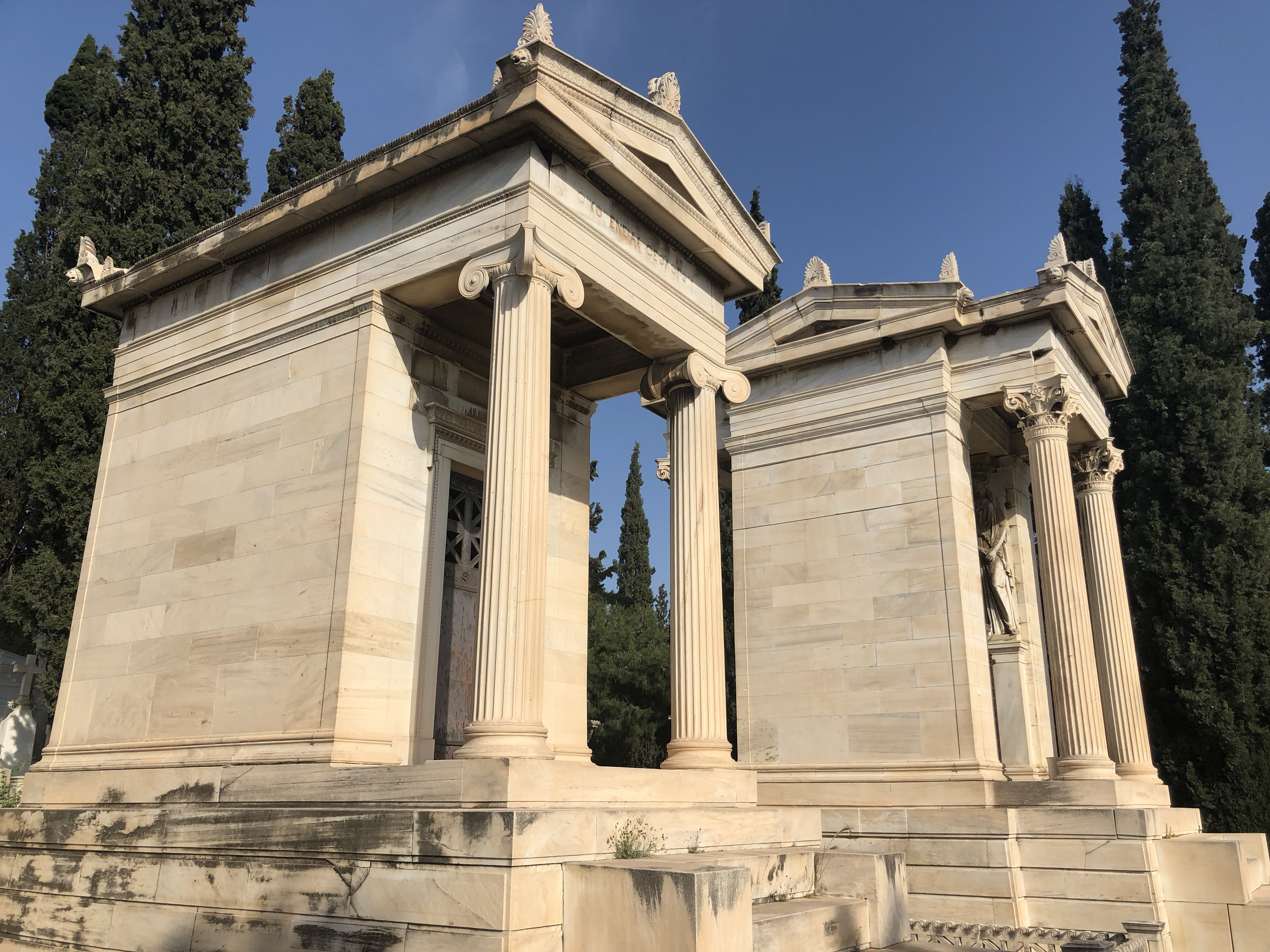
المقابر الأولى في هذه المقبرة
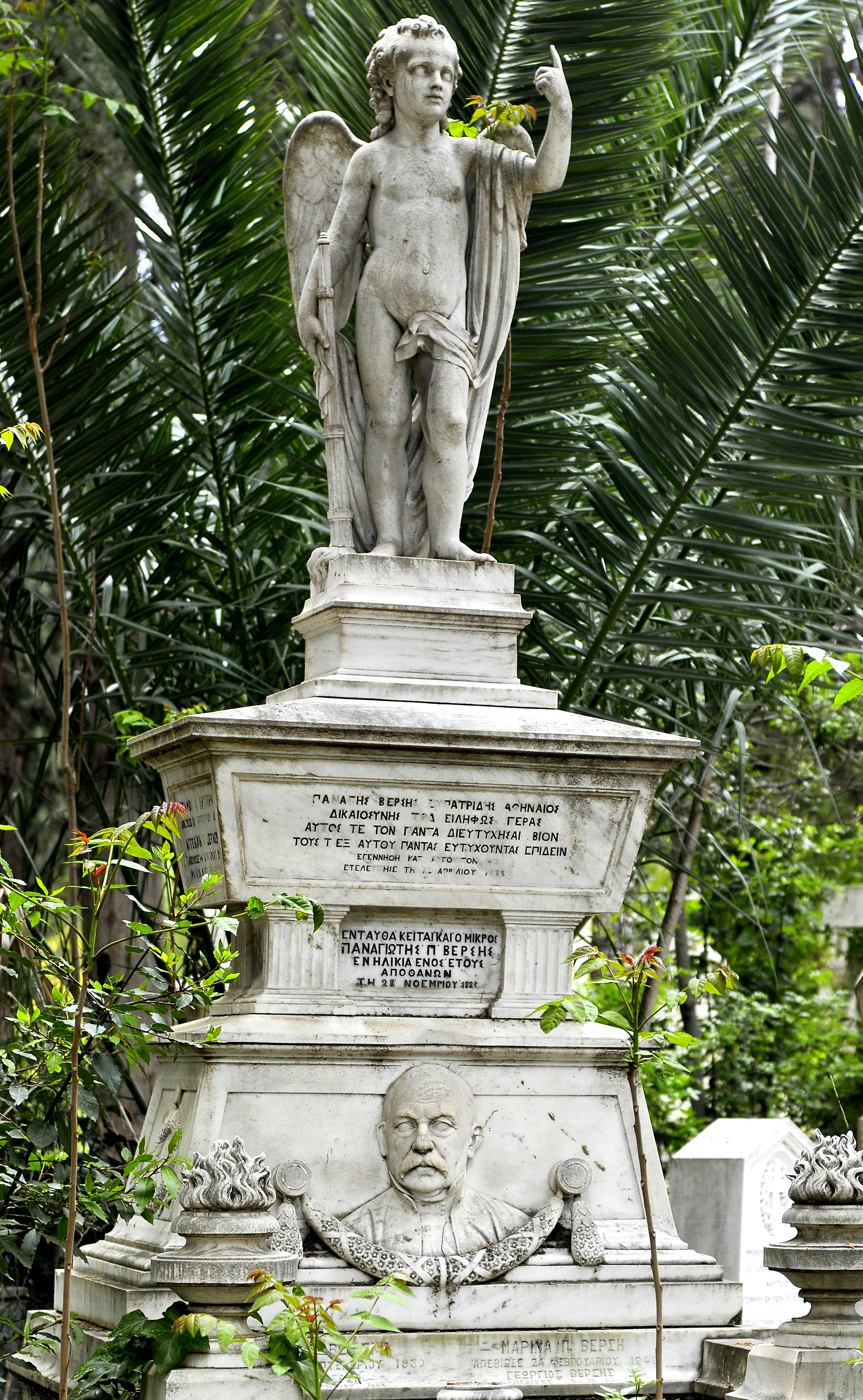
تمثال الملاك
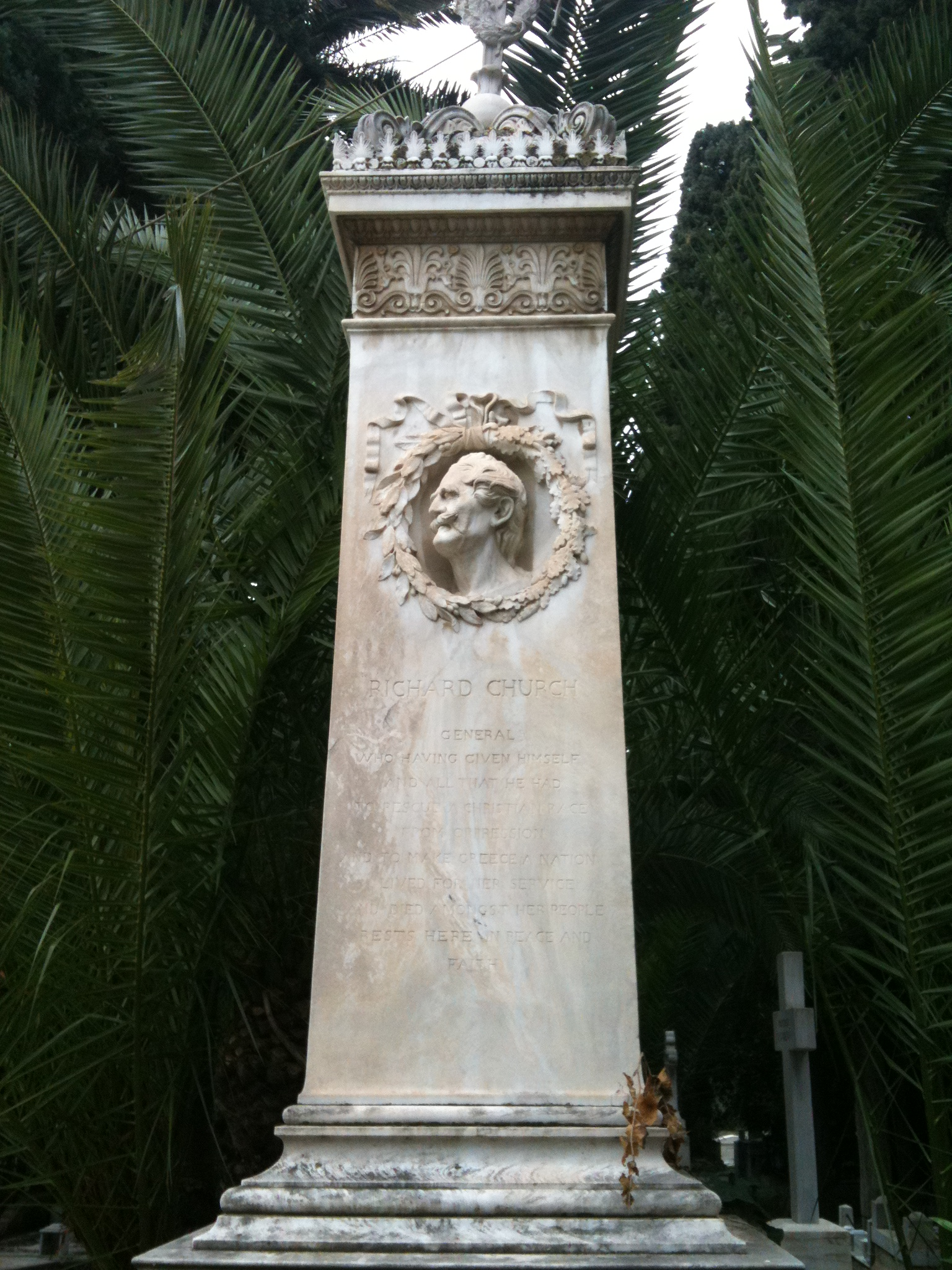
قبر ريتشارد تشيرش
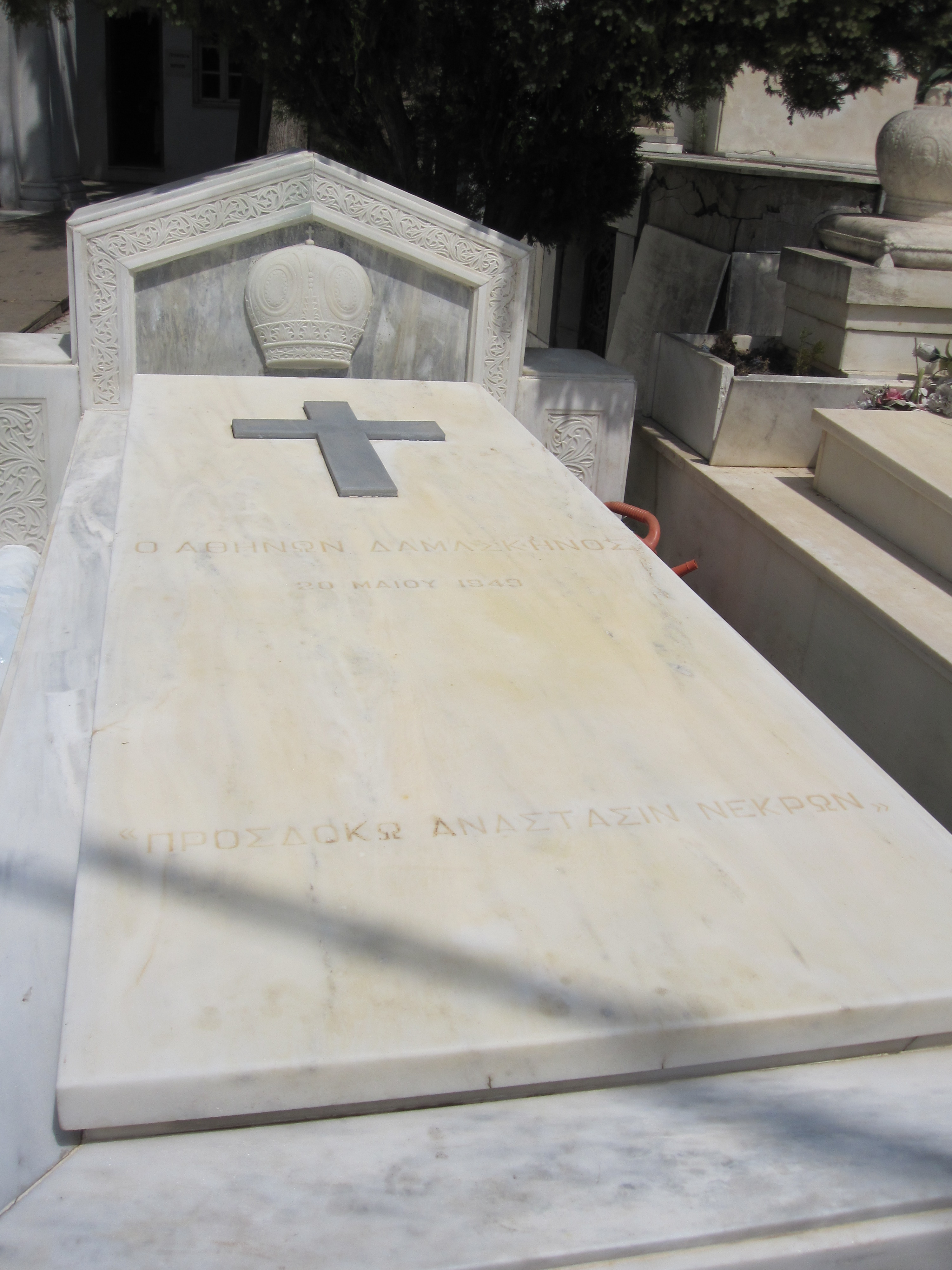
قبر دمشقيوس أثينا
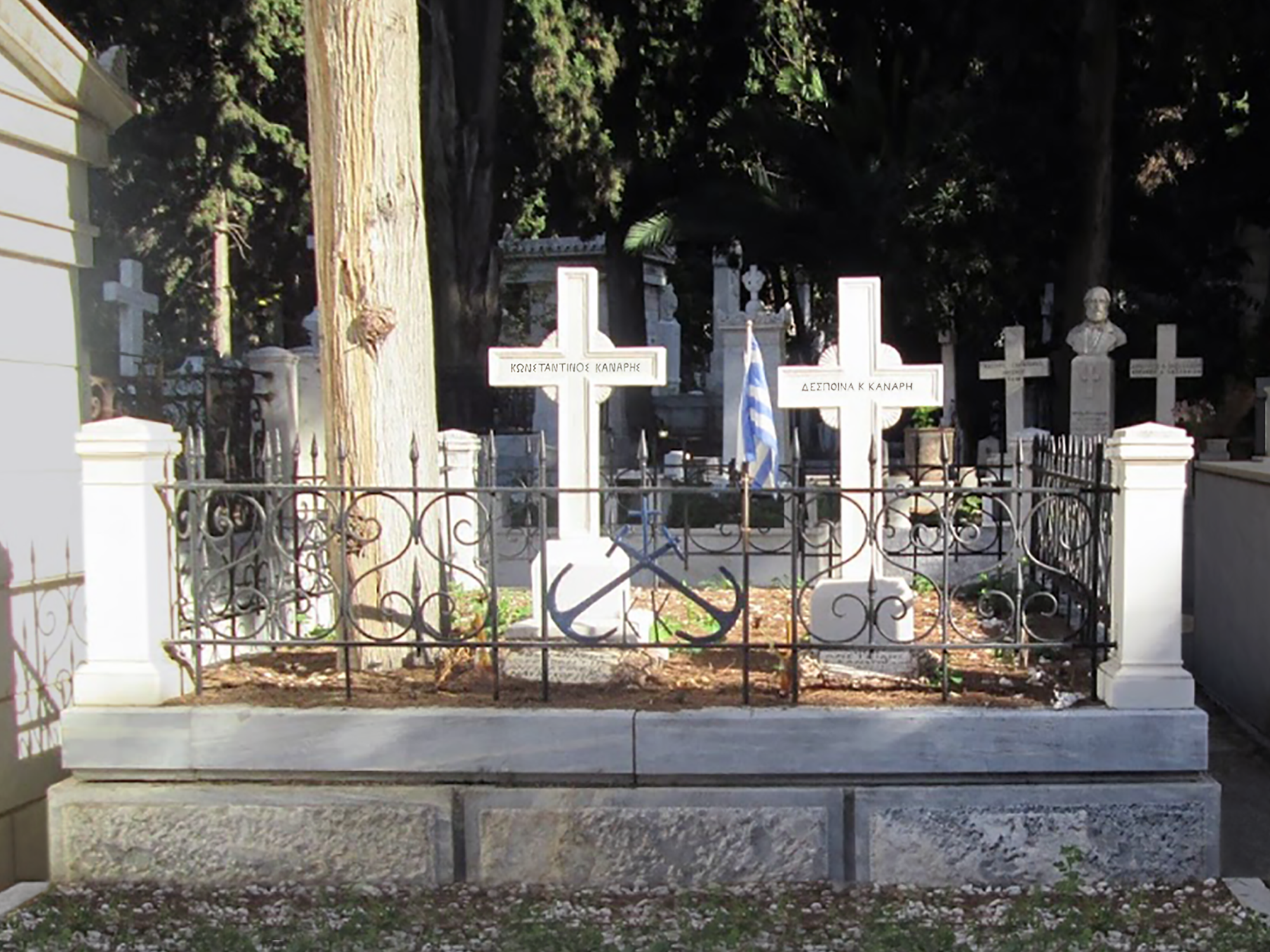
قبر كونستانتينوس كاناريس
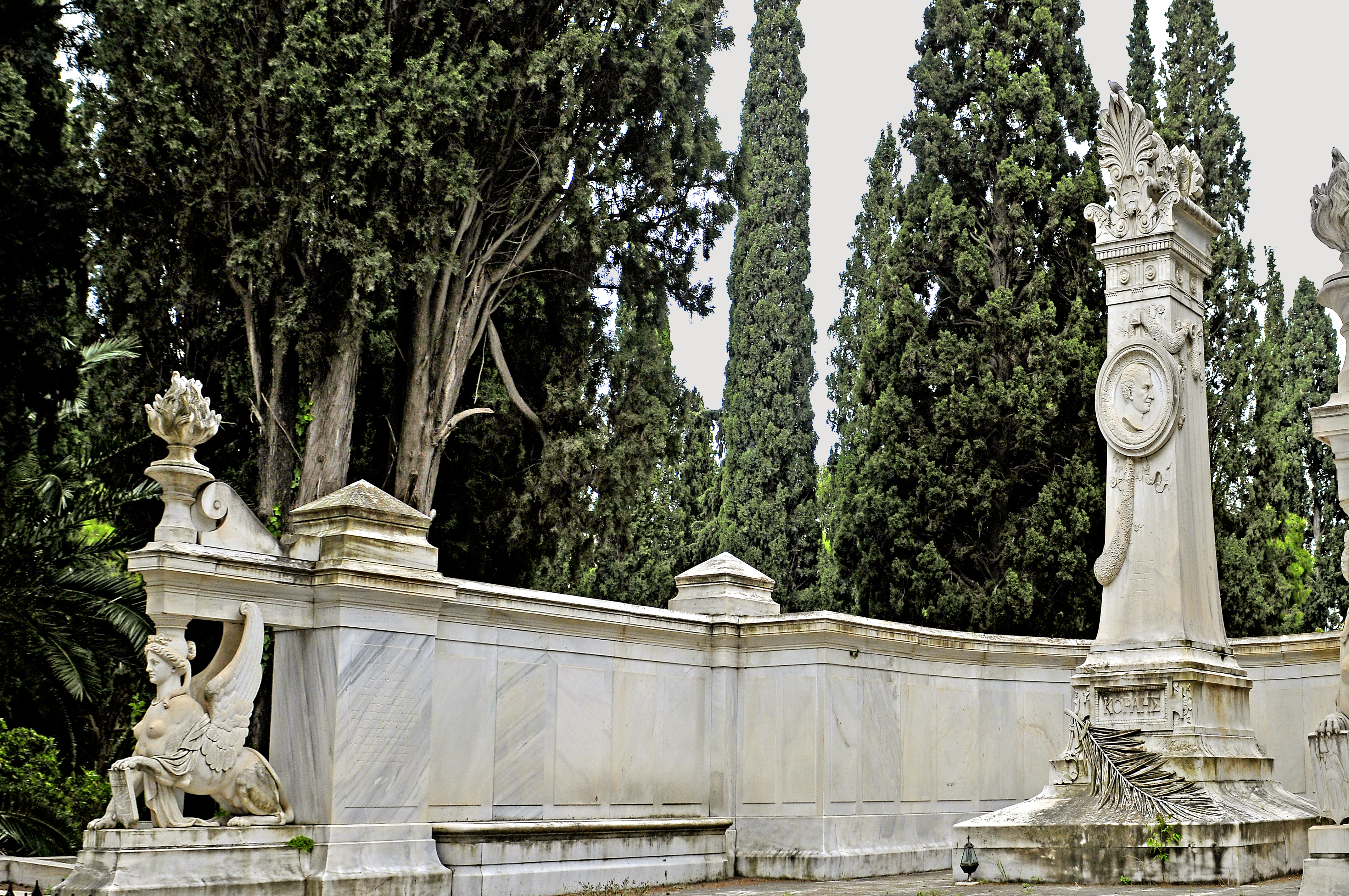
قبر أدامانتوس كورايس
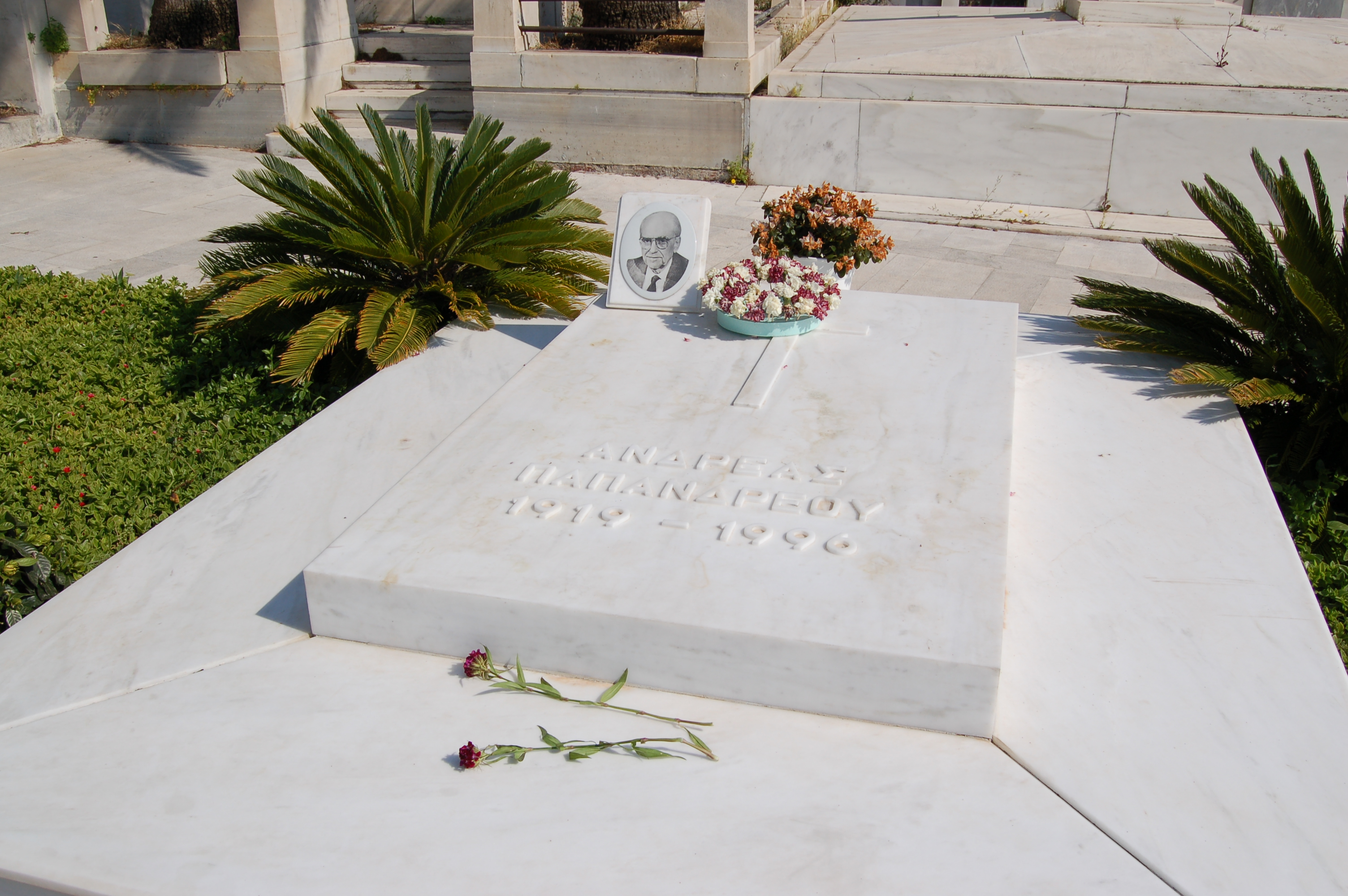
قبر أندرياس باباندريو
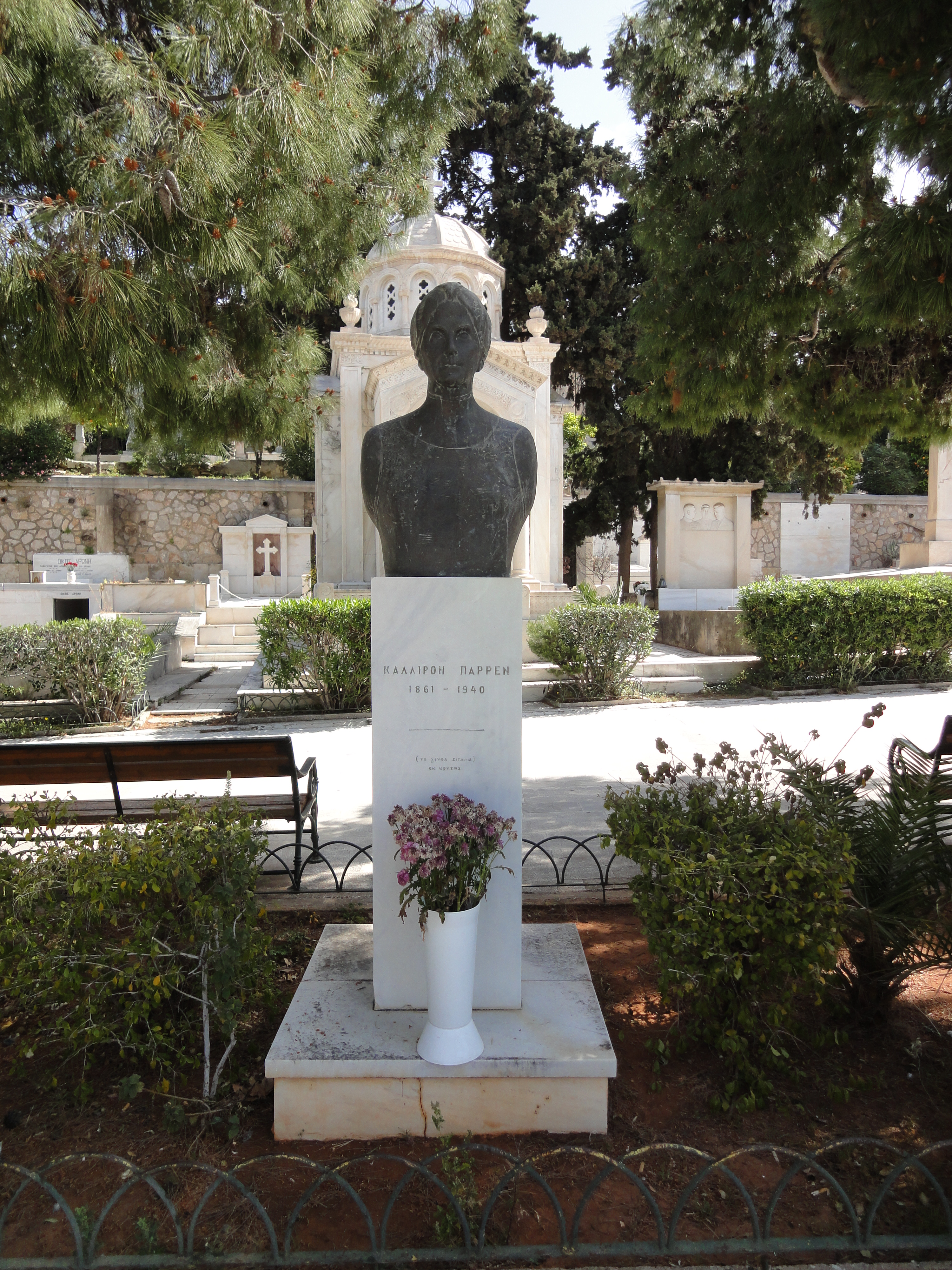
قبر كاليروي بارين
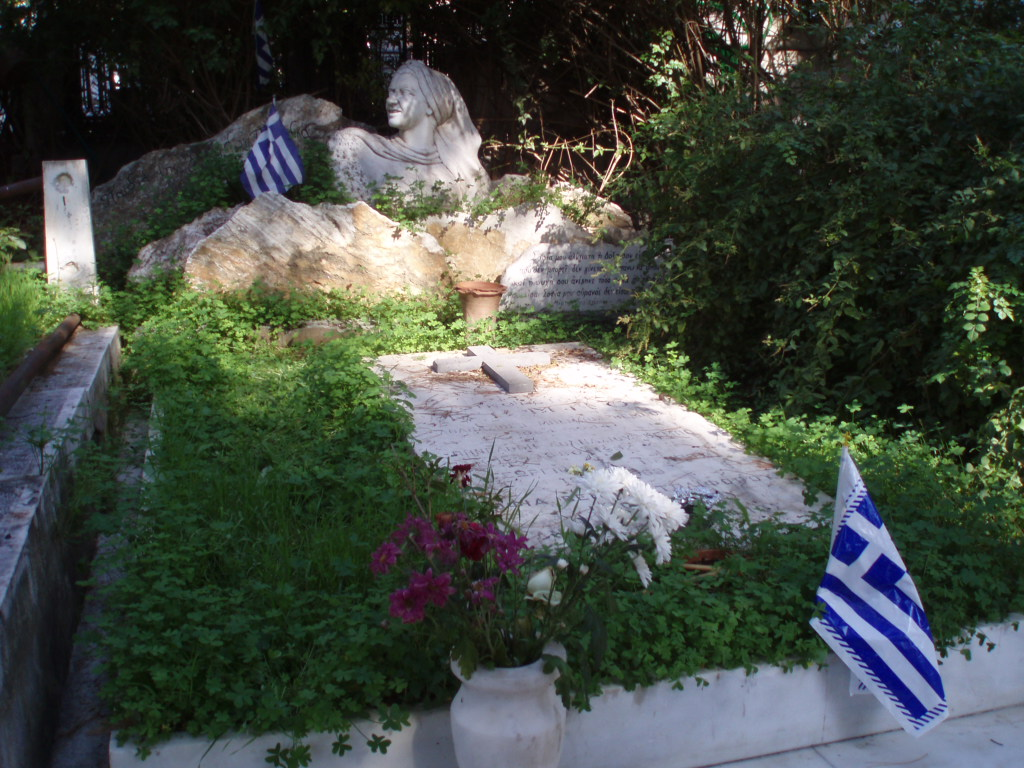
قبر صوفيا فيمبو
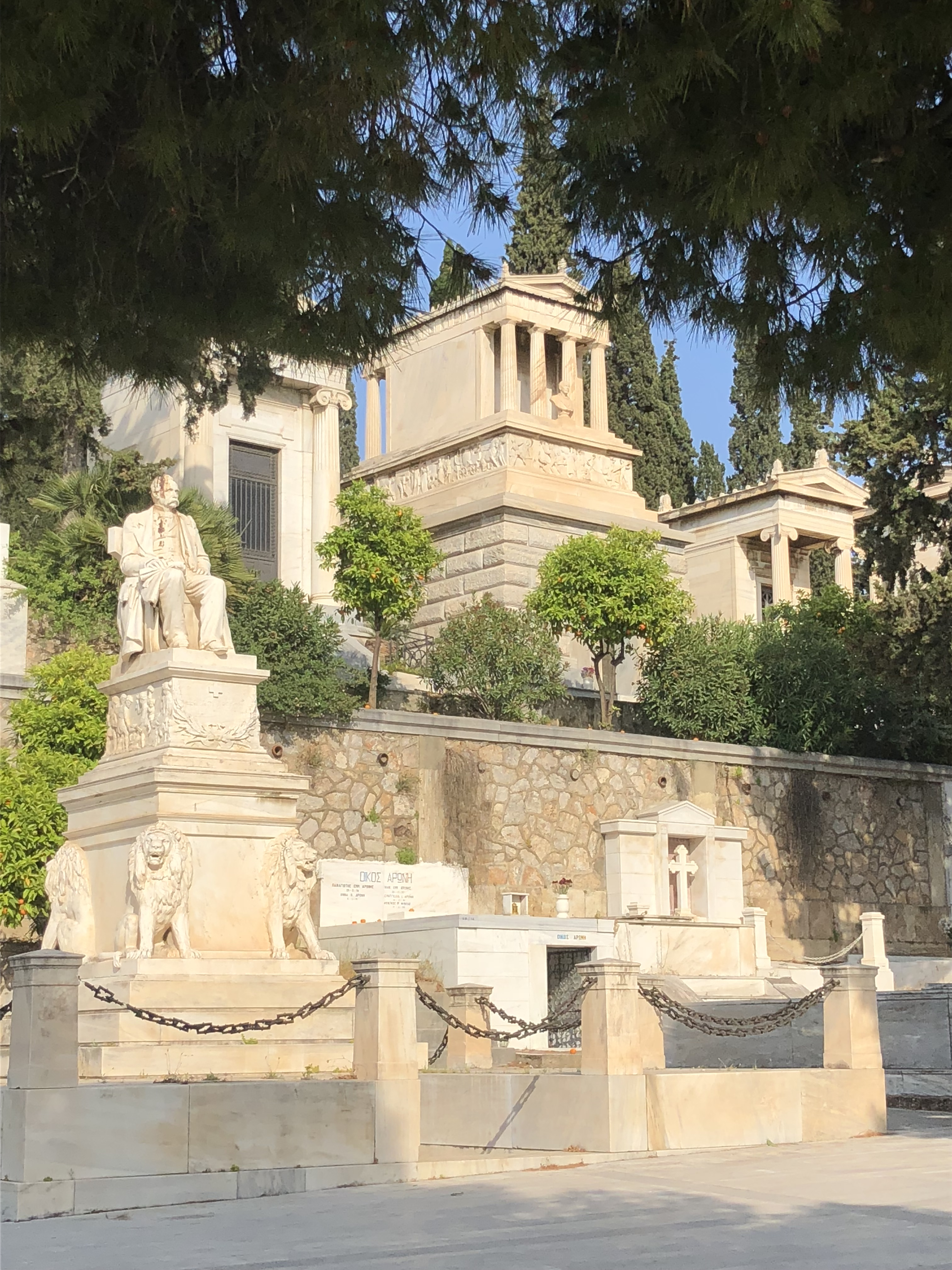
منظر عام
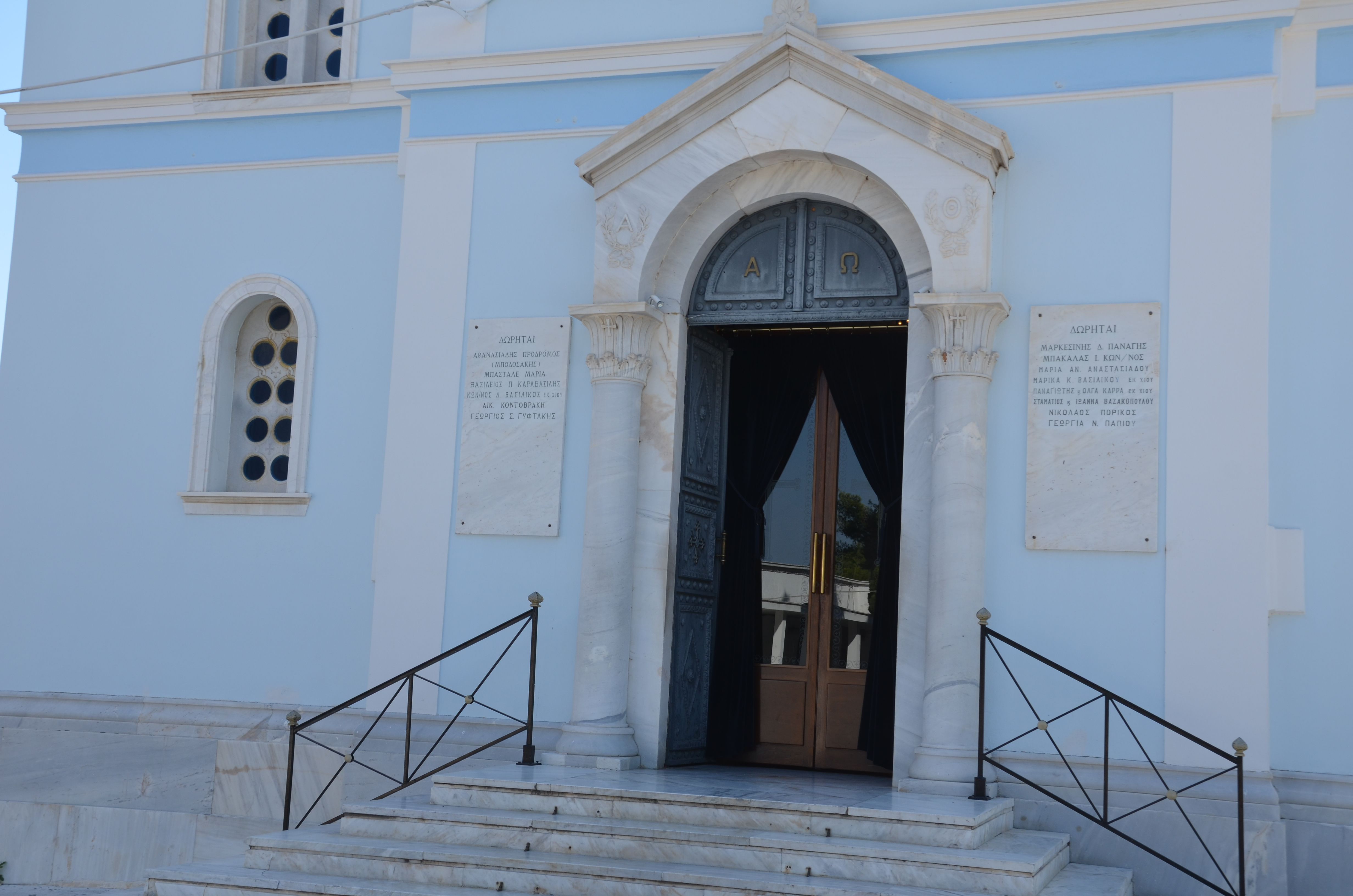
مدخل الكنيسة